# Le Loup-Garou de Washington
Pour plus de détails, voir Fiche technique et Distribution.
Le Loup-garou de Washington (The Werewolf of Washington) est un film américain réalisé par Milton Moses Ginsberg, sorti en 1973.

## Synopsis
Jack Whittier (Dean Stockwell) est l’attaché de presse de la Maison Blanche et du président des États-Unis. Alors qu’il est en mission en Hongrie, il est mordu par un loup qui s’avère être en fait un homme. Lorsque Jack essaie de le signaler, il croit que c’est l’œuvre des communistes. Il rencontre alors une gitane qui lui dit que c’était son fils et qu’il devait mourir pour être sauvé. Elle lui donne alors un charme et lui dit de faire attention maintenant qu’il pourrait subir les mêmes effets.
Lorsqu’il retourne à Washington D.C., il est affecté au président (Biff McGuire) ; il a également eu une liaison avec la fille du président, Marion (Jane House). Jack commence soudainement à ressentir des changements différents chez lui chaque fois que la lune est pleine. De nombreux meurtres se produisent soudainement dans tout Washington, tous liés à l’état-major du président. Jack est maintenant convaincu qu’il est un loup-garou ; lorsqu’il essaie d’expliquer cela à son supérieur, le commandant Salmon (Beeson Carroll), ce dernier ne le croit pas. Jack présente ensuite un modèle de l’endroit où les meurtres ont eu lieu sous la forme d’un pentagramme ; il le convainc (Salmon) de l’enfermer dans son appartement et de le retenir et aussi d’être documenté. Le président a besoin de Jack pour une interview spéciale avec le Premier ministre chinois ; cependant, Jack commence à se transformer en loup-garou et il attaque le Président.
Il part ensuite pour Marion, qui lui tire dessus avec une balle d’argent, le tuant ainsi et le redonnant sa forme humaine. De nombreux témoins décident de dissimuler l’acte en disant que Jack est courageusement entré dans la ligne de feu.
Dans l’audio du générique de fin, le Président s'adresse à la nation. À la fin, il commence à se transformer en loup-garou.

## Fiche technique
- Titre français : Le Loup-garou de Washington
- Titre original : The Werewolf of Washington
- Réalisation : Milton Moses Ginsberg
- Scénario : Milton Moses Ginsberg
- Musique : Arnold Freed
- Photographie : Robert M. Baldwin
- Montage : Milton Moses Ginsberg
- Production : Nina Schulman
- Société de production : Diplomat Pictures / Millco
- Société de distribution : Diplomat
- Pays :  États-Unis
- Langue : Anglais
- Format : Couleur - Mono - 35 mm - 1.85:1
- Genre : Fantastique
- Durée : 85 min

## Distribution
- Dean Stockwell (VF : Patrick Poivey) : Jack Whittier
- Biff McGuire (VF : Jean Berger) : Le président
- Beeson Carroll (VF : Bernard Woringer) : Le capitaine Salmon
- Clifton James : Le procureur général
- Jane House : Marianne
- Nancy Andrews : Margie Captree
- Katalin Kallay : Giselle
- Jacqueline Brookes (VF : Kathy Vail) : Angela
- Michael Dunn : Dr Kiss
- Barbara Spiegel : Hippy
- Thurman Scott : Hippy
- Ben Yaffee (VF : Roger Lumont) : M. Captree
- Despo Diamantidou : une bohémienne

## Autour du film
À la suite d'une négligence concernant ses droits d'exploitation, le film est définitivement tombé dans le domaine public sur le territoire américain. De ce fait, une innombrable série de DVD, à la qualité de transfert souvent médiocre, a été éditée sous les labels les plus divers.

### Article annexe
- Richard Nixon dans les arts et la culture